# Viszák
Viszák là một thị trấn thuộc hạt Vas, Hungary. Thị trấn này có diện tích 10,13 km², dân số năm 2010 là 249 người, mật độ 25 người/km².